# آدام عابدو
آدام عابدو (انگلیسی: Adam Abeddou؛ زادهٔ ۱۷ اوت ۱۹۹۶) بازیکن فوتبال است.